# اکاناهالی
اکاناهالی (به انگلیسی: Achenahalli) در هند است که در کارناتاکا واقع شده‌است.